# Aulonocara trematocephalum
Espèce
Synonymes
- Aulonocara trematocephalum (Boulenger, 1901)
- Tilapia trematocephala Boulenger, 1901
- Aulonocara trematocephala (Boulenger, 1901)
- Limnotilapia trematocephala (Boulenger, 1901)
- Trematocranus trematocephala (Boulenger, 1901)[1]

Statut de conservation UICN

 DD  : Données insuffisantes
Aulonocara trematocephalum est une espèce de poisson d'eau douce de la famille des cichlidae endémique de l'Afrique. Contrairement au reste des espèces du genre, selon RedList IUCN, elle proviendrait du lac Tanganyika et non du lac Malawi. Cette espèce n'est connue que de son holotype dont la localisation a été enregistrée par erreur au niveau de « l'extrémité nord du lac Tanganyika » et décrit comme Tilapia trematocephala. Il a été suggéré plus tard que cette espèce appartenait sans doute au groupe d'évolution du lac Malawi et a été initialement inclus dans le genre Trematocranus (Eccles et Trewavas 1989, Konings 1995).

## Taille
Cette espèce mesure adulte une taille maximale avoisinant les 9 cm.

## StatutIUCN
Cette espèce de cichlidae est classée « data déficient » (DD) sur la liste rouge des espèces menacées IUCN du fait de sa zone de répartition extrêmement mal connue. En effet l'aire de répartition de cette espèce semble être connue seulement de l'holotype. La localité type étant enregistrée à « l'extrémité nord du lac Tanganyika ».

## Croisement, hybridation, sélection
Il est impératif de maintenir cette espèce et le genre Aulonocara seul ou en compagnie d'autres espèces, d'autres genres, mais de provenance similaire. toutes les femelles du genre étant très semblables. Le commerce aquariophile a également vu apparaitre un grand nombre de spécimens provenant d'Asie notamment et aux couleurs des plus farfelues ou albinos, dû à la sélection, hybridation et autres procédés chimiques et barbares de laboratoires. Visuellement, de forme ou d'aspect parfois plus attrayant, mais l'aspect « voilé », « buble » ou autres aberrations et dégénérescences laissant la majorité du temps des troubles de comportement.